# 리차드 십스

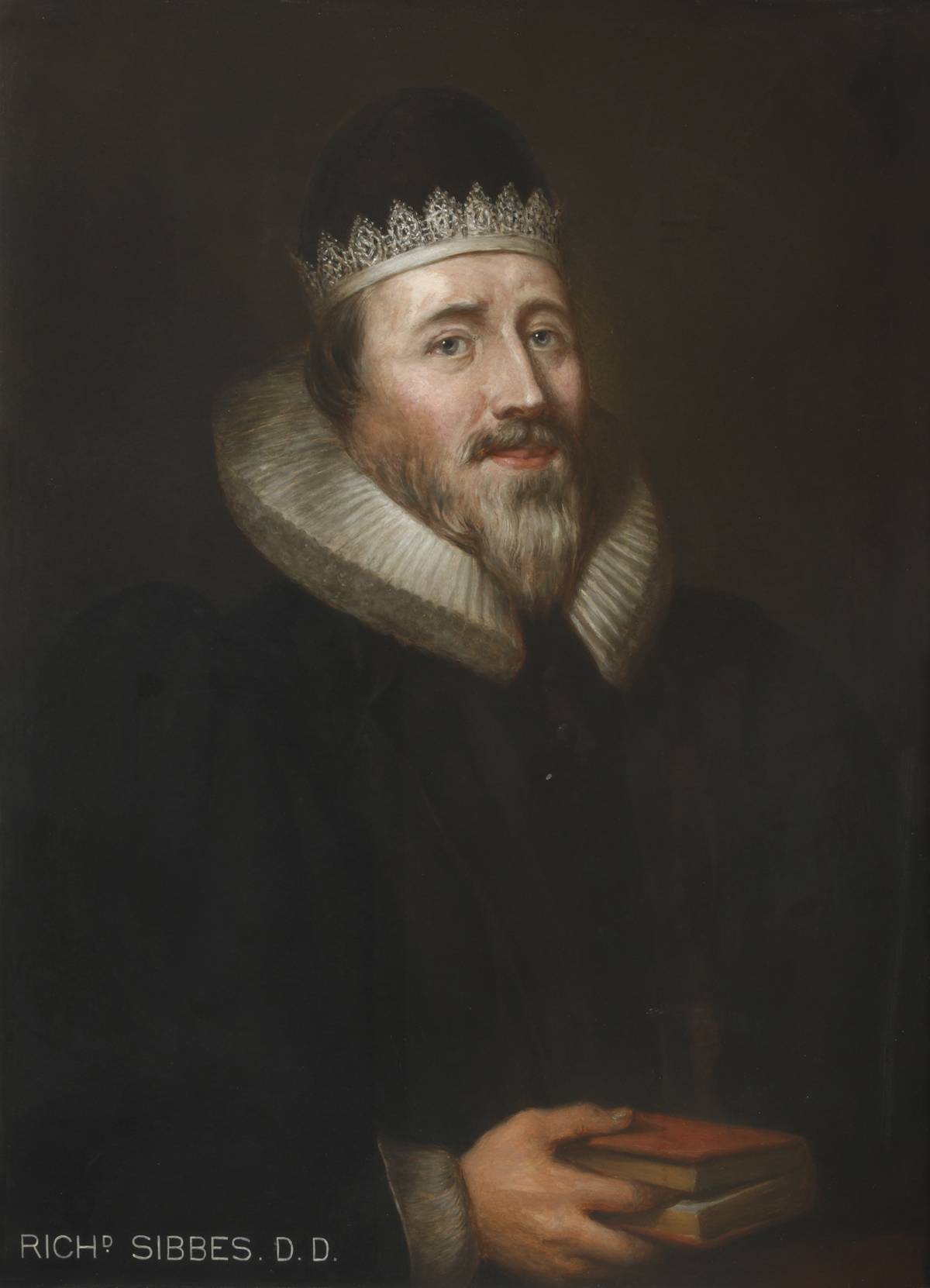
리차드 십스

리차드 십스(Richard Sibbes, 혹은 Sibbs, 1577–1635)는 영국의 신학자이자 성경 해석학자이다. 윌리암 퍼킨스·존 프레스톤과 더불어서 청교도를 대표한 학자로, 영국 국교회에 잔류하여 성공회 기도서에 따라 예배를 하였다. 칼빈주의 언약신학을 고수하였으며, 토마스 후커·존 웨슬리·찰스 스펄전에게 영향을 주었다. 십스의 성령론은 영국 청교도 운동에 많은 영향을 미쳤는 데, '상한 갈대와 꺼져가는 심지'의 작품이다. 존 코튼은 그의 설교를 듣고 회심하였다. 조나단 에드워즈의 신앙감정론에도 비슷한 성령론을 주장했는 데, 말씀과 성령의 결합이라는 것이다. 사후에 존 데이븐포트와 토머스 굿윈은 그의 작품을 편집하였다.

## 생애
수포크 주 투스토크(Tostock)에서 수레장이의 아들로 태어났다. 세인트 존스 대학 (케임브리지 대학교)을 다녔으며, 케임브리지의 삼위일체 교회에서 강의를 하였다. 청교도라는 이유로 여러 학술적 지위를 박탈당하였다. 폴 베인즈의 설교를 듣고 회심하였고, 베인즈의 대표적인 강해설교인 [에베소서 강해]를 편집하였다.
1611년 - 1635년 : 그레이즈 인에서 설교자로 섬겼다.

## 특징
십스는 윌리암 퍼킨스의 전통 안에 속하는 것이 폴 베인즈에게 분명히 나타났던 목회적 관심의 전통을 계속 유지하였다. 그의 설교는 청교도의 설교 중에 가장 온건하였다. 그는 주로, 긍정적인 측면 즉 그리스도께서는 '상한 갈대를 꺾지 않으실 것'이라고 강조하였다. 그는 신앙의 강조점을 퍼킨스의 이해에서 의지로 중심이동을 시켰다.
십스는 신앙의 이중행위를 발전시켰는 데, 첫째는 하나님과 그의 약속을 의지하는 것이고, 두번째는 반성행위인데, 우리가 이를 행함을 인식할 때 우리는 확신에 이르게 된다. 그리고 인간은 후자 없이도 전자를 행할 수 있다는 것이다. 이것은 인간이 확신이 없이도 믿음을 소유할 수 있다고 말하는 것이며, 퍼킨스가 발견하지 못한 것을 이해한 것으로 켄달은 말한다.

## 작품들
- Beames of Divine Light, A Description of Christ in Three Sermons and Bowels Opened
- The Returning Backslider, sermons on the Book of Hosea.
- 상한 갈대와 꺼져가는 심지(회심의 본질과 영혼이 자신의 상태를 인식하는 것, 리차드 백스터에게 영향을 미친 작품)